# IC 5306
IC 5306 ist eine Spiralgalaxie vom Hubble-Typ S im Sternbild Pegasus am Nordsternhimmel. Sie ist schätzungsweise 346 Millionen Lichtjahre von der Milchstraße entfernt.
Das Objekt wurde am 26. Oktober 1897 von Hermann Kobold entdeckt.